# Нічний чорногірський марафон
Нічний Чорногірський Марафон (англ. Chornohora Night Marathon) — трейл Чорногорою (найвисокогірнішим хребтом Українських Карпат), що розпочинається о 00:00 й триває у межах доби. Маршрут марафону: с. Кваси – Петрос – г. Говерла – г. Смотрич – с. Дземброня. Загальна дистанція залежить від обраного варіанту маршруту й може становити від 50 до 60 км. Марафон відбувається щороку влітку та/або восени.
Нічний чорногірський марафон — вияв громадської ініціативи TURE team у межах організації низки спортивних заходів, пов'язаних із активним туризмом в Україні, що має на меті заохотити до здорового способу життя та мандрів, зокрема, походів у горах.
Належить до ультрамарафонів, оскільки його дистанція довша за традиційну марафонську відстань 42,195 км.

## Варіанти маршруту
- Для аматорів передбачає проходження маршруту Чорногірським хребтом від точки старту до фінішу довільним чином, використовуючи траверси і не піднімаючись на усі вершини.
- Для бувалих вимагає не лише проходження маршруту, а й сходження на усі двотисячники: Петрос (2020 м), Говерла (2061 м), Ребра (2001 м), Гутин Томнатик (2016 м), Бребенескул (2035 м), Піп Іван Чорногірський (2028 м).

## Умови участі
За правилами марафону, учасники повинні пройти проміжну точку "Сідловина" (сідловина між горами Петрос та Говерла) не пізніше 12:00. В іншому разі їм слід припинити участь у змаганнях та спускатися до туристичної бази "Козьменщик" чи "Заросляк".
Переможцем вважається кожен, хто подолає дистанцію і вкладеться у 24 год. У марафоні можуть брати участь особи, що досягли віку 18 років. Молодші учасники мають змогу приєднатися тільки у супроводі батьків.

## Нічний Чорногірський Марафон 2015 (осінь)
Відбувся в ніч із 16-го на 17-е жовтня 2015 року. Загальна кількість учасників — 13 осіб.
Найшвидший учасник — Сергій Сапіга (м. Тернопіль) — пройшов дистанцію за 11 год 32 хв, побувавши на вершинах усіх двотисячників, що були на маршруті.
Із відставанням у дві години фінішував Віктор Потіха (м. Тернопіль): 13 год 50 хв на дистанції та вершини усіх двотисячників.
Третю швидкість показав Ігор Дундій (м. Тернопіль) із результатом 15 год 8 хв.
Наймолодший учасник марафону, що вперше побував у горах, — 15-річний Віктор Дасевич із с. Лука Городенківського району Івано-Франківської області. Найстарший марафонець — 48-річний Максим Козуб із м. Києва.

## Нічний Чорногірський Марафон 2016 (осінь)
Відбувся в ніч із 21-го на 22-е жовтня 2016 року. Загальна кількість учасників — 34 особи.
Найстаршому учаснику на момент змагань виповнилося 43 роки, наймолодшому — 19.
Географія марафонців: Львів, Тернопіль, Івано-Франківськ, Чернівці, Київ, Вінниця, Донецьк, Миколаїв, Радомишль Житомирської області, Заставна Чернівецької області, а також с. Лука Івано-Франківської області.
Через складні погодні умови лише десятьом учасникам вдалось дістатись фінішу.
Перелік осіб, що пройшли усю дистанцію: Віталій Бідюк, Ростислав Космірак, Іван Жолобан, Андрій Зуєв, Ольга Склярчук, Маріанна Янів, Андрій Гайсенюк, Роман Сус, Станіслав Музиря, Роман Слободян.
Решта марафонців були змушені зійти з дистанції.

## Нічний Чорногірський Марафон 2017 (осінь)
Відбувся в ніч із 20-го на 21-е жовтня 2017 року. Загальна кількість учасників — 86 осіб.
Найстарший учасник — Юрій Талабко (56 років), наймолодший учасник — Олег Князев (17 років).
Переможці у категорії «Чоловіки»
| місце  | ім'я учасника     | місто, країна         | час на трасі |
| ------ | ----------------- | --------------------- | ------------ |
| І      | Сергій Сапіга     | м. Тернопіль, Україна | 08 год 33 хв |
| II-III | Віталій Бідюк     | м. Радомишль, Україна | 09 год 35 хв |
| II-III | Павло Ковтун      | м. Тернопіль, Україна | 09 год 35 хв |
| II-III | Олександр Гром'як | м. Тернопіль, Україна | 09 год 35 хв |

Переможниці у категорії «Жінки»
| місце | ім'я учасника | місто, країна     | час на трасі |
| ----- | ------------- | ----------------- | ------------ |
| І     | Юлія Юрасова  | м. Київ, Україна  | 13 год 11 хв |
| ІІ    | Анна Мисишин  | м. Львів, Україна | 15 год 39 хв |
| III   | Юлія Мархевка | м. Львів, Україна | 16 год 35 хв |

## Нічний Чорногірський Марафон 2018 (літо)
Відбувся в ніч із 15-го на 16-е червня 2018 року. Загальна кількість учасників — 128 осіб (з них 103 чоловіків та 25 жінок).
Найстарший учасник — Юрій Талабко (57 років), наймолодший учасник — Остап Левчук (10 років).
До фінішу дійшло 113 ос. (94 чоловіків та 19 жінок), а на усіх двохтисячниках побувало 80 осіб (66 чоловіків та 14 жінок).
Переможці у категорії «Чоловіки»
| місце | ім'я учасника      | місто, країна         | час на трасі |
| ----- | ------------------ | --------------------- | ------------ |
| І     | Сергій Сапіга      | м. Тернопіль, Україна | 08 год 14 хв |
| ІІ    | Артем Слотін       | м. Черкаси, Україна   | 08 год 23 хв |
| III   | Володимир Картавий | м. Київ, Україна      | 08 год 47 хв |

Переможниці у категорії «Жінки»
| місце | ім'я учасника     | місто, країна        | час на трасі |
| ----- | ----------------- | -------------------- | ------------ |
| І     | Христина Братасюк | м. Київ, Україна     | 09 год 06 хв |
| ІІ    | Дарія Боднар      | м. Львів, Україна    | 09 год 33 хв |
| III   | Юлія Цурік        | м. Чернівці, Україна | 13 год 37 хв |

## Нічний Чорногірський Марафон 2018 (осінь)
Відбувся в ніч із 19-го на 20-е жовтня 2018 року. Загальна кількість учасників — 153 осіб (з них 119 чоловіків та 34 жінок).
Найстарший учасник — Василь Баб’юк (60 років), наймолодший учасник — Остап Лядик (16 років).
До фінішу дійшло 136 ос. (106 чоловіків та 30 жінок), а на усіх двохтисячниках побувало 104 осіб (81 чоловік та 23 жінок).
Переможці у категорії «Чоловіки»
| місце | ім'я учасника       | місто, країна         | час на трасі |
| ----- | ------------------- | --------------------- | ------------ |
| І     | Сергій Сапіга       | м. Тернопіль, Україна | 07 год 45 хв |
| ІІ    | Андрій Півень       | с. Чкалове, Україна   | 08 год 00 хв |
| III   | Володимир Крицкалюк | м. Косів, Україна     | 08 год 59 хв |

Переможниці у категорії «Жінки»
| місце | ім'я учасника    | місто, країна     | час на трасі |
| ----- | ---------------- | ----------------- | ------------ |
| І     | Дарія Боднар     | м. Львів, Україна | 09 год 40 хв |
| ІІ    | Юлія Юрасова     | м. Київ, Україна  | 11 год 41 хв |
| III   | Оксана Максимова | м. Львів, Україна | 12 год 17 хв |

## Нічний Чорногірський Марафон 2019 (літо)
Відбувся в ніч із 21-го на 22-е червня 2019 року. Загальна кількість учасників — 128 осіб (з них 103 чоловіків та 25 жінок).
До фінішу дійшло 113 ос. (94 чоловіків та 19 жінок), а на усіх двохтисячниках побувало 74 осіб (60 чоловіків та 14 жінок).
Переможці у категорії «Чоловіки»
| місце | ім'я учасника      | місто, країна         | час на трасі |
| ----- | ------------------ | --------------------- | ------------ |
| І     | Сергій Сапіга      | м. Тернопіль, Україна | 07 год 06 хв |
| ІІ    | Володимир Картавий | м. Київ, Україна      | 08 год 04 хв |
| III   | Віктор Потіха      | м. Тернопіль, Україна | 08 год 56 хв |

Переможниці у категорії «Жінки»
| місце | ім'я учасника     | місто, країна     | час на трасі |
| ----- | ----------------- | ----------------- | ------------ |
| І     | Христина Братасюк | м. Київ, Україна  | 09 год 30 хв |
| ІІ    | Юлія Юрасова      | м. Київ, Україна  | 10 год 29 хв |
| III   | Оксана Максимова  | м. Львів, Україна | 11 год 04 хв |

## Нічний Чорногірський Марафон 2019 (осінь)
Відбувся в ніч із 18-го на 19-е жовтня 2019 року. Загальна кількість учасників — 153 осіб (з них 123 чоловіків та 30 жінок).
До фінішу дійшла 131 ос. (109 чоловіків та 22 жінок), а на усіх двохтисячниках побувала 121 особа (102 чоловіків та 19 жінок).
Переможці у категорії «Чоловіки»
| місце | ім'я учасника       | місто, країна         | час на трасі |
| ----- | ------------------- | --------------------- | ------------ |
| І     | Сергій Сапіга       | м. Тернопіль, Україна | 07 год 26 хв |
| ІІ    | Володимир Крицкалюк | м. Косів, Україна     | 07 год 50 хв |
| III   | Володимир Картавий  | м. Київ, Україна      | 07 год 51 хв |

Переможниці у категорії «Жінки»
| місце | ім'я учасника     | місто, країна        | час на трасі |
| ----- | ----------------- | -------------------- | ------------ |
| І     | Христина Братасюк | м. Київ, Україна     | 09 год 47 хв |
| ІІ    | Оксана Максимова  | м. Львів, Україна    | 09 год 49 хв |
| III   | Тетяна Розяєва    | м. Бердичів, Україна | 11 год 35 хв |

## Галерея
|  |  |  |  |

## Цікаві факти
- Переможець марафону 2015 року Сергій Сапіга додатково піднявся на гору Менчул (1998 м) й виніс туди камінь, щоб гора "росла";
- Часто учасників супроводжують собаки породи аляскинський маламут.